# Aleksander Michajlik
Aleksander Michajlik (ur. 12 września 1922 w Sarnach, zm. 28 lutego 2006) – polski lekarz, profesor nauk medycznych, specjalista chorób wewnętrznych.

## Życiorys

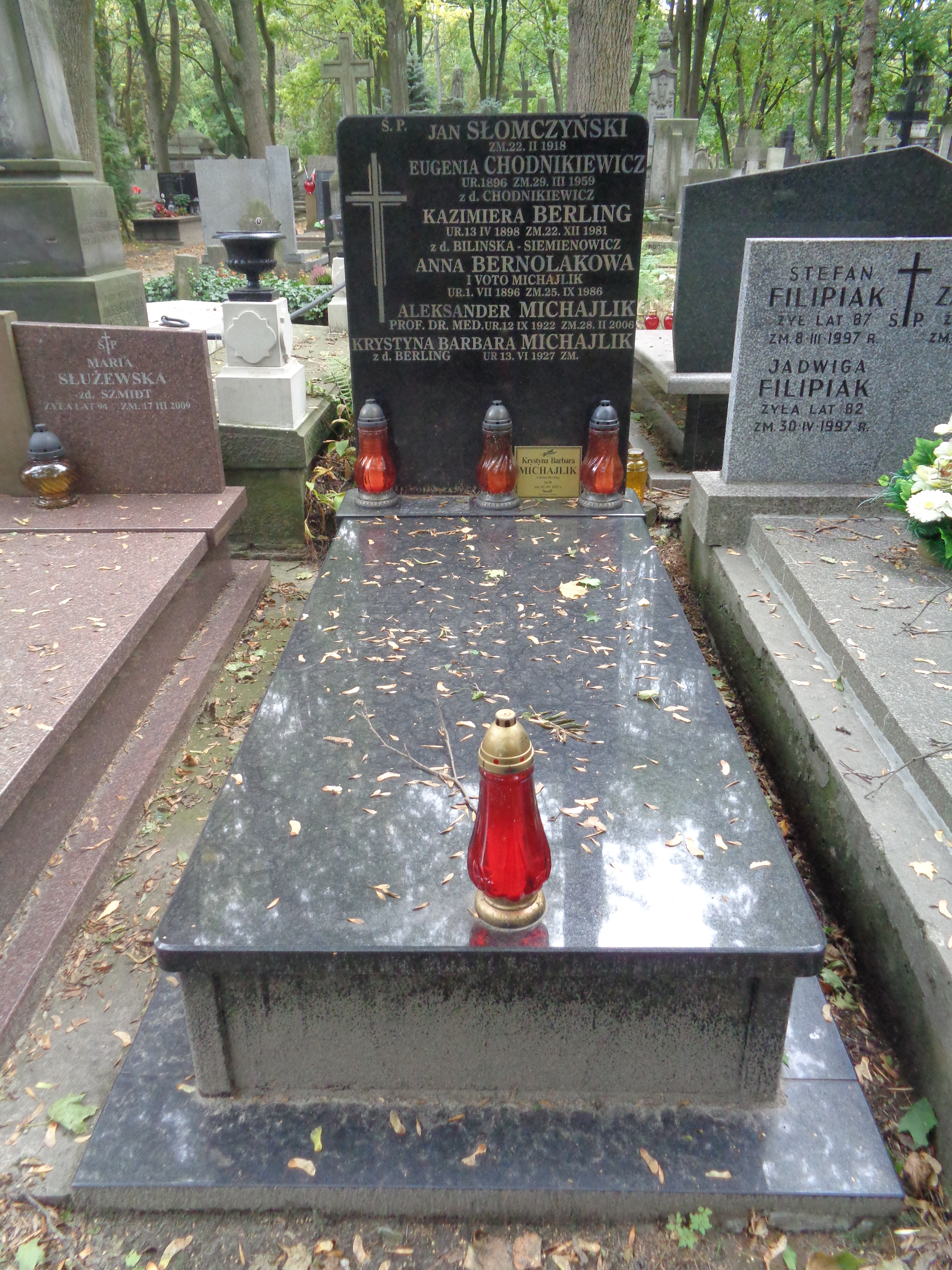
Grób Aleksandra Michajlika na cmentarzu Powązkowskim

W latach 1944–1945 służył w 2 Armii Wojska Polskiego, studiował na Wydziale Lekarskim Uniwersytetu Warszawskiego, od 1950 na nowo powstałej Akademii Medycznej w Warszawie, którą ukończył w 1951, w latach 1948-1964 pracował na macierzystej uczelni, w latach 1948-1954 w Zakładzie Anatomii Prawidłowej, w latach 1954-1964 w II Klinice Chorób Wewnętrznych. W 1961 obronił pracę doktorską. Był uczniem Witolda Sylwanowicza.
Od 1965 był pracownikiem 2 Centralnego Szpitala Klinicznego Wojskowej Akademii Medycznej w Warszawie (przemianowanego następnie na Instytut Kształcenia Podyplomowego (w 1967), Centrum Kształcenia Podyplomowego (w 1974) WAM). Tam w 1966 otrzymał stopień doktora habilitowanego na podstawie pracy Badania mechanizmu wpływu węglowodanów na utlenianie i wchłanianie tłuszczu.  W 1975 został profesorem nadzwyczajnym w 1984 profesorem zwyczajnym, od 1980 kierował Instytutem Medycyny Wewnętrznej.
Specjalizował się w chorobach wewnętrznych i biochemii klinicznej.
W PRL odznaczony Srebrnym i Złotym Krzyżem Zasługi, Krzyżem Kawalerskim i Krzyżem Komandorskim Orderu Odrodzenia Polski, Krzyżem Walecznych, Medalem 40-lecia Polski Ludowej i Medalem Komisji Edukacji Narodowej.
Jest pochowany na cmentarzu Powązkowskim (kwatera 191-5-28).

## Publikacje
- Anatomia i fizjologia człowieka. Podręcznik dla średnich szkół medycznych (z Ludwikiem Dzwonkowskim, Witoldem Ramotowskim i Witoldem Sylwanowiczem) - sześć wydań w latach 1957-1970
- Anatomia i fizjologia człowieka. Podręcznik dla średnich szkół medycznych (z Witoldem Ramotowskim i Witoldem Sylwanowiczem) - trzy wydania w latach 1980-1990
- Anatomia i fizjologia człowieka (z Witoldem Ramotowskim) - pięć wydań w latach 1994-2009
- Jak ustrzec się choroby wieńcowej i zawału serca (z Dymitrem Aleksandrowem) - sześć wydań w latach 1966-1987